# FIZZY POP SYNDROME
『FIZZY POP SYNDROME』（フィジー・ポップ・シンドローム）は、日本のシンガーソングライター・秋山黄色の2枚目のアルバム。2021年3月3日にEPICレコードジャパン（Sony Music Labels Inc.）から発売された。

## 概要
- 前作『From DROPOUT』より約1年振りのリリース。
- アルバムは通常盤（CDのみ）と初回生産限定盤（CD + DVD）の2形態で発売[5]。初回生産限定盤は紙ジャケ仕様となる[5]。
- 「アイデンティティ」「サーチライト」「夢の礫」など、計10トラックを収録[6]。
- 2021年2月18日、 スペシャルサイトがオープン[7]。
- 2021年2月25日「月と太陽だけ」を先行配信[8][9]。また、3月10日にミュージックビデオがYouTubeにてプレミア公開された[10]。

## アルバムの特徴
出典：

### 制作背景
秋山によると、本作の構想は2020年の10月くらいから存在していたといい、アルバムに取りかかる前からコロナ禍になり、漠然と「前向きなものが作りたい」という思いが生まれたという。また秋山は、
| 「 | このアルバムを通してやりたいことって、音楽的な力が人をどう変えるのか、その結果が見たいというのが大きな実験としてあるんです。 | 」 |

と語った。
更に秋山は、聴いた人をポジティブにさてたい訳ではなく、自分の根源にある「めちゃくちゃ自由にやりたい」「2020年の衝撃で『作って聴いてそれで終わりでいい』と言っていられなくなってきた」という思いがあったという。

#### 作詞
秋山は「去年（2020年）あったいろんなことの衝撃で、自分自身を試してみたくなった」といい、自分のルールではあまりしなかった「最終的に救いがある歌詞」にすることを試した。
但し、どうしようもない悩みをあくまで「薄める」ことに重きを置いており、ポジティブにすると前作の「From DROPOUT」をなかったことにしてしまうことから、そこはリアルに書いているという。
また秋山は「鬱みたいな状態の何もしたくないときって、何もしないのが正解だと思うんです。なのに何もしていない自分に対して罪悪感が湧いてくるという悪循環があって。代わりに誰か考えてくれっていう感じなんですよね。それで時間だの薬だので楽になった時期に、楽観的になる予定があるっていうのがいいのかな」と「代わりに代わりに考えてあげたいれという思い」があったという。

#### 作曲
秋山は、前向きな歌詞となっているため、より自然に聴き取るためのアレンジにすることを心がけた。また、アレンジと歌詞にズレがあると自分自身がぼやけて見えてこなくなり「歌詞に適した音が鳴っているべき」という考え方から、音楽的にリズミカルな曲で、ストレートな譜割りで書かず「パッと聴いて『ん？』ってなるところもけっこうある」といい、あえて「聴いた瞬間に言葉が聞き取れない、聴き手に遠回りさせたい」と語った。

#### タイトル
出典：
| 「                                                                          | タイトルの『FIZZY POP SYNDROME』は炭酸症候群ということなんですけど、お酒の炭酸割りのほうの炭酸を指しているんです。このご時世だから出さなきゃみたいな気持ちもあるけど、人の悩みを解消するほどの効力は絶対にないっていう。薬は出せないけど炭酸みたいな……人をアルコールとかリキュールとかに例えて、薄めてシュワシュワさせようみたいな。 | 」 |
| —秋山黄色（音楽ナタリー『秋山黄色「FIZZY POP SYNDROME」インタビュー』より） | |    |

| 「 | タイトル案をいくつも出したんですけど、めちゃくちゃボツになったので、この言葉が出てきて本当に良かった（笑）。自分らしさみたいなものを言葉にしようと考えていったんですが、最近の俺の趣向として炭酸的っていうのがあるかなって。 ハイボールが大好きなんですけど、炭酸で割るとヘビーなお酒もちょっと軽くなるみたいな（笑）。 （中略）歌詞を書くときによく類語を検索するんですけど、その中でたまたま『FIZZY』って単語が出てきたんです。 | 」 |
| —秋山黄色（ザテレビジョン『秋山黄色、アルバム『FIZZY POP SYNDROME』リリース！「部屋はめちゃくちゃ散らかってるんですけど(笑)、曲は死ぬほどＡ型なんです」』より） | |    |

#### アルバムアートワーク
友達同士で会話しているモチーフ、3人がしゃべっている構図は前作と同様に、色合いを対照的な配色にして「From DROPOUT」との差別化を図った。また「悩みも見方や考え方を変えると楽になる」というメッセージも込められている。

## 楽曲解説
1. LIE on
  - NHK総合「就活生応援キャンペーン2021『ラランドのコワくない。オンライン面接』」テーマソング[12]
  - 秋山は「自然と嘘を付くんじゃなくて、電気のスイッチみたいに嘘を“点ける”。LIEをonにするということで『Lie on』」と語った[1]。
2. サーチライト
  - テレビ朝日 土曜ナイトドラマ『先生を消す方程式。』主題歌[13]
3. 月と太陽だけ
  - Caffeineと同時期に制作された曲[1]。
  - ミュージックビデオの監督は 「Caffeine」と同じ田辺秀伸が務めた[9]。
4. アイデンティティ
  - フジテレビ"ノイタミナ"「約束のネバーランド」Season 2 オープニング・テーマ[14]
  - 1曲目「LIE on」と対をなす曲[1]。
5. Bottoms call
6. 夢の礫
  - 東宝配給映画『えんとつ町のプペル』挿入歌[15]
  - 秋山がアルバム制作を始めたのとほぼ同時進行で制作された曲[16]。
7. 宮の橋アンダーセッション
  - 地元の宇都宮市に実在する宮の橋でのストーリーが書かれている曲。
8. ゴミステーションブルース
  - 発表された曲の中では一番古い曲[1]。
9. ホットバニラ・ホットケーキ
  - 秋山曰く、一番「ポジティブにしていこうというところに重きを置いて書いた」曲[1]。
10. PAINKILLER
  - この曲のみ精神的な危うさを直接的にモチーフにした、暗い曲[1]。
    - 秋山は、軽い気持ちで作っていないんだということがラストにないときれいごとで終わりそう、という思いから「その不安を払拭するためにも、やっぱりこういう曲は絶対に必要なんですよね。これが最後にあることで締まっているように感じます」と述べた[1]。

## 収録内容

### CD
| 全作詞・作曲: KIRO AKIYAMA。 |                                |              |              |                              |      |
| #                            | タイトル                       | 作詞         | 作曲・編曲   | 編曲                         | 時間 |
| 1.                           | 「LIE on」                     | KIRO AKIYAMA | KIRO AKIYAMA | KIRO AKIYAMA                 | 3:02 |
| 2.                           | 「サーチライト」               | KIRO AKIYAMA | KIRO AKIYAMA | KIRO AKIYAMA                 | 3:58 |
| 3.                           | 「月と太陽だけ」               | KIRO AKIYAMA | KIRO AKIYAMA | KIRO AKIYAMA KEITA KAWAGUCHI | 3:29 |
| 4.                           | 「アイデンティティ」           | KIRO AKIYAMA | KIRO AKIYAMA | KIRO AKIYAMA KEITA KAWAGUCHI | 4:28 |
| 5.                           | 「Bottoms call」               | KIRO AKIYAMA | KIRO AKIYAMA | KIRO AKIYAMA                 | 3:30 |
| 6.                           | 「夢の礫」                     | KIRO AKIYAMA | KIRO AKIYAMA | KIRO AKIYAMA KEITA KAWAGUCHI | 3:40 |
| 7.                           | 「宮の橋アンダーセッション」   | KIRO AKIYAMA | KIRO AKIYAMA | KIRO AKIYAMA                 | 2:23 |
| 8.                           | 「ゴミステーションブルース」   | KIRO AKIYAMA | KIRO AKIYAMA | KIRO AKIYAMA KEITA KAWAGUCHI | 4:49 |
| 9.                           | 「ホットバニラ・ホットケーキ」 | KIRO AKIYAMA | KIRO AKIYAMA | KIRO AKIYAMA KEITA KAWAGUCHI | 4:00 |
| 10.                          | 「PAINKILLER」                 | KIRO AKIYAMA | KIRO AKIYAMA | KIRO AKIYAMA                 | 3:17 |
| 合計時間:                    | 合計時間:                      | 合計時間:    | 36:36        |                              |      |

### DVD（初回限定盤）
| #         | タイトル             | 作詞  | 作曲・編曲 | 時間 |
| --------- | -------------------- | ----- | ---------- | ---- |
| 1.        | 「モノローグ」       |       |            | 4:20 |
| 2.        | 「Caffeine」         |       |            | 4:09 |
| 3.        | 「サーチライト」     |       |            | 4:06 |
| 4.        | 「アイデンティティ」 |       |            | 4:30 |
| 合計時間: | 合計時間:            | 17:05 |            |      |

## 特典
| 対象店舗                                                                   | 特典内容                                   |
| -------------------------------------------------------------------------- | ------------------------------------------ |
| 秋山黄色 応援店                                                            | オリジナルスマホサイズステッカー（Type.A） |
| TOWER RECORDS全店（TOWERmini / オンライン含む）                            | オリジナルスマホサイズステッカー（Type.B） |
| TSUTAYA RECORDS（一部店舗除く）/ TSUTAYAオンラインショッピング（予約のみ） | オリジナルスマホサイズステッカー（Type.C） |
| HMV全店（HMV&BOOKS online含む / 一部店舗除く）                             | オリジナルポケットティッシュ               |
| Sony Music Shop                                                            | オリジナルピック                           |
| Amazon.co.jp                                                               | メガジャケ                                 |
| 楽天ブックス                                                               | オリジナルアクリルキーホルダー             |
| セブンネットショッピング                                                   | オリジナルスマホスタンド                   |

## ライブツアー
本作を携えて、自身初の東名阪Zepp公演含む全国11箇所での初の有観客での全国ワンマンツアー『一鬼一遊TOUR Lv.2』が2021年3〜6月に開催された。
昨年2020年に新型コロナウイルスの影響で中止となった東名阪ツアー『一鬼一遊TOUR』のリベンジでもある。
また有観客のワンマンライブは2019年9月の『登校の果て』以来で約1年半ぶりとなった。
| タイトル                      | スケジュール |
| ----------------------------- | --- |
| 秋山黄色「一鬼一遊TOUR Lv.2」 | 2021年 - 3月6日(土) 愛知県 Zepp Nagoya - 3月7日(日) 大阪府 Zepp Osaka Bayside - 3月10日(水) 東京都 Zepp Tokyo - 4月9日(金) 香川県 高松DIME - 4月11日(日) 福岡県 福岡DRUM LOGOS - 4月24日(土) 新潟県 新潟studio NEXS - 4月25日(日) 石川県 金沢AZ - 5月15日(土) 北海道 札幌PENNY LANE 24 - 5月23日(日) 宮城県 仙台Rensa - 5月28日(金) 広島県 広島CLUB QUATTRO - 6月4日(金) 栃木県 HEAVEN’S ROCK Utsunomiya VJ-2 |

## インタビュー
- 秋山黄色「FIZZY POP SYNDROME」インタビュー - 音楽ナタリー
- 『FIZZY POP SYNDROME』インタビュー - Real Sound
- 秋山黄色「やったぜ！」セカンドアルバム『FIZZY POP SYNDROME』リリース - SCHOOL OF LOCK!
- 秋山黄色 好きな漫画1位は『でんぢゃらすじーさん』 - SCHOOL OF LOCK!
- 秋山黄色 コロナで活動がままならず「途中からはプロゲーマーみたいな感じ(笑)」 - SCHOOL OF LOCK!